# Lonely Together
〈Lonely Together〉는 DJ 아비치의 노래이며, 리타 오라가 피처링을 맡았다. 영국 싱글 차트 4위를 한 곡이다. 미국 음반 산업 협회(RIAA) 인증 골드 등급을,  영국 축음기 협회(BPI) 인증 플래티넘 등급을 받은 곡이다. 아비치의 사망 이전 마지막으로 발매한 싱글이다.

## 곡 목록
Digital download
1. "Lonely Together" (featuring Rita Ora) – 3:01

Digital download – acoustic
1. "Lonely Together" (featuring Rita Ora) (acoustic) – 3:01

Digital download – remixes
1. "Lonely Together" (featuring Rita Ora) (Alan Walker remix) – 2:59
2. "Lonely Together" (featuring Rita Ora) (DJ Licious remix) – 3:04
3. "Lonely Together" (featuring Rita Ora) (Jaded remix) – 3:36
4. "Lonely Together" (featuring Rita Ora) (Dexter remix) – 3:03